# Puigsallança
El Puigsallança és el cim mes alt de la Serra de Finestres, de 1026 m. Es troba al municipi de Sant Aniol de Finestres, a la comarca catalana de la Garrotxa.
S'hi troba un vèrtex geodèsic (referència 299091001).
Aquest cim està inclòs al llistat dels 100 cims de la FEEC. 